# Ricardo Leguízamo
Ricardo Leguizamo Roca (Bogotá, 1 de mayo de 1976) es un actor de cine, teatro y televisión colombiano. Es reconocido por destacar las producciones cinematográficas y teatrales latinoamericanas.

## Biografía
Ricardo Leguízamo Roca nació el 1 de mayo de 1976 en Bogotá, A los quince años comenzó a estudiar teatro en los talleres juveniles que se dictaban en el Teatro Nacional. En 1993 tomó su primer taller profesional con Rubén Di Pietro y poco después con Alfonso Ortíz, al mismo tiempo empieza su carrera en televisión colombiana con la tele-serie "Amanda".
En 1996 decide irse a estudiar su carrera de arte dramático a la escuela Internacional de Juan Carlos Corazza en Madrid, España. En medio de su carrera obtiene su primer papel en España y graba la serie internacional llamada "El camino de Santiago" junto a Anthony Quinn, Charlton Heston y Anne Archer. Poco después participa en series como "El comisario" y "paraíso" y al mismo tiempo comienza a crear su compañía de teatro llamada "mira hacia arriba".
Vuelve a Colombia después de 12 años donde trabaja en cine, Teatro y televisión y participa en producciones como "Mamá tómate la sopa" en cine protagonizando junto a Paola Turbay bajo la dirección de Mario Ribero. En televisión en series como  "Correo de inocentes" al lado de Margarita Rosa De Francisco y Salvador del Solar por la que gana el premio India Catalina a mejor actor de reparto. "Comando élite" bajo la dirección de Jorge Alí Triana, la comedia "Manual para ser feliz" protagonizando junto a Marcela Mar, "Amor en custodia", "Cinco viudas" entre otras.
En el Teatro Nacional de Bogotá protagoniza "Un dios salvaje" de Jazmina Reza, "el Rehén" de Brendan Behan, "Entretelones (noisses off)" de Michael Frayn, "Ni contigo ni sin ti" de Michael Cristofer y otras más. En 2016 viaja a México para trabajar en la serie Yago y graba también la serie "Su nombre era Dolores" dándole vida al hermano de Jenny Rivera, llamado Lupillo Rivera.

## Filmografía

### Televisión
| Año       | Título                        | Personaje                                          | Canal              |
| --------- | ----------------------------- | -------------------------------------------------- | ------------------ |
| 2021      | Mil colmillos                 | Diego de Mendoza                                   | HBO Max            |
| 2019      | La usurpadora                 | Wilson                                             | Las Estrellas      |
| 2019      | El final del paraíso          | Álvaro Mendieta                                    | Telemundo          |
| 2018      | Sin senos sí hay paraíso      | Álvaro Mendieta                                    | Telemundo          |
| 2017      | El señor de los cielos        | Rafael Jiménez 'Doble 30'                          | Telemundo          |
| 2017      | Su nombre era Dolores         | Lupillo Rivera                                     | Univision          |
| 2016      | Yago                          | Teófilo 'Teo'                                      | Univision          |
| 2014      | Manual para ser feliz         | Juan Restrepo                                      | Canal RCN          |
| 2013-2014 | Comando Élite                 | El Paisa                                           | Canal RCN          |
| 2013-2014 | 5 viudas sueltas              | Jacobo Arias                                       | Caracol Televisión |
| 2012-2013 | Corazones blindados           |                                                    | Canal RCN          |
| 2011-2012 | Correo de Inocentes           | Julian Gonzalez                                    | Canal RCN          |
| 2011      | Confidencial                  |                                                    | Caracol Television |
| 2011      | A corazón abierto             | Martín                                             | Canal RCN          |
| 2009-2010 | Amor en custodia              | Gino                                               | Canal RCN          |
| 2009      | Verano en venecia             | Franklin Campoamor / Ángel Vergara / Mariano Soler | Canal RCN          |
| 2008-2009 | El último matrimonio Feliz    | Jefe de Carlos                                     | Canal RCN          |
| 2008      | Mujeres asesinas              |                                                    | Canal RCN          |
| 2006-2007 | Hasta que la plata nos Separe | Efraín Álvarez                                     | Canal RCN          |
| 2006-2007 | Criminal                      | Allan                                              | Caracol Television |
| 2004-2005 | El Comisario                  | Mircea Popescu                                     | Telecinco          |
| 2003-2004 | El auténtico Rodrigo Leal     | Marcos Quintana                                    | Caracol Television |
| 2003      | Paraíso                       |                                                    | Canal 7            |
| 2004      | Que la Fuerza te acompañe     | Oswaldo                                            | Antena 3           |
| 2000      | Camino de Santiago            |                                                    | Antena 3           |
| 1995      | Pa´Machos                     |                                                    | Caracol Television |
| 1995      | El día es hoy                 |                                                    | Cadena Uno         |
| 1994      | Clase aparte                  |                                                    | Cadena Uno         |
| 1994      | Amanda, tortas y suspiros     |                                                    | TeVecine           |
| 1993      | O todos en la cama            |                                                    | Canal RCN          |

## Cine
| Año  | Título                            | Personaje  | Nota |
| ---- | --------------------------------- | ---------- | ---- |
| 2011 | Mamá tómate la sopa               | Vicente    |      |
| 2005 | Buñuel y la Mesa del Rey Salomón  | Arqueólogo |      |
| 2005 | Los Novios Búlgaros               |            |      |
| 2004 | Que la suerte te acompañe (corto) |            |      |

## Teatro

#### Colombia
- 2015 Entretelones, Teatro Nacional
- 2014 Ni contigo ni sin ti, Teatro Nacional
- 2011 El rehén, Teatro Nacional
- 2010 Un Dios Salvaje, Teatro Nacional
- 2009 Un sabor a Boris Vian, Festival Iberoamericano de Teatro
- 2008 La muerte de un agente viajero, Teatro Nacional

#### España
- 2006 Julius Ceasar Barbican theatre
- 2005 Parlevù, Cía. Mira hacia arriba